# Лема (озеро)
Лема — озеро на территории Костомукшского городского округа Республики Карелии.

## Общие сведения
Площадь озера — 3,1 км², площадь водосборного бассейна — 1230 км². Располагается на высоте 102,9 метров над уровнем моря.
Форма озера лопастная, продолговатая: оно вытянуто с севера на юг. Берега изрезанные, каменисто-песчаные, местами заболоченные.
Через озеро протекает река Судно, впадающая в озеро Верхнее Куйто.
В озере расположено не менее шести безымянных островов различной площади.
Возле южной оконечности озера располагается деревня Вокнаволок.
Код объекта в государственном водном реестре — 02020000811102000004227.